# 이치노세 고
이치노세 고(一之瀬剛)는 1993년부터 게임프리크에서 일하고 있는 일본의 작곡가이자 편곡가이다. 게임프리크에서 개발한 턴제 JRPG 포켓몬스터 비디오 게임 시리즈의 다양한 트랙을 작곡한 것으로 가장 잘 알려져 있다. 1999년에 발매된 《포켓몬스터 금·은》 이후로 포켓몬의 작곡가로 활동해왔으며, 2006년에 발매된 《포켓몬스터DP 디아루가·펄기아》 이후로는 수석 작곡가를 맡고 있다.

## 어린 시절과 교육
이치노세가 유치원에 다닐 때 그의 부모는 그에게 음악 수업과 수영 학교에 다니도록 강요했다. 그는 수영 수업을 싫어해서 더 이상 참석하지 않아도 될 때까지 울었다. 음악 수업은 계속 다녔지만 숙제를 하지 않았기 때문에 상위 레벨로 진급할 수 없었다. 이치노세는 피아노로 전환했고 중학교 때까지 자신이 좋아하지 않는 곡은 연습하기를 거부했다. 만약 어떤 곡을 좋아하면 그것이 어려울지라도 많이 연습했는데, 쇼팽의 곡들이 그가 연주하기에 가장 좋아하는 곡이었다. 이 무렵 비디오 게임 음악에 관심을 갖기 시작했으며 음악을 녹음한 다음 피아노로 연주했다. 그가 피아노로 연주한 많은 트랙들은 그가 태어나기 전 태아였을 때 그에게 들려준 레코드에서 나온 노래들이었다.

## 경력
1993년 이치노세는 프로그래밍을 공부하고 자격을 얻기 위해 게임프리크에서 파트타임으로 일하기 시작했다. 음악을 만드는 대신 프로그래밍을 하였으나 많은 진전은 없었다. 《포켓몬스터 금·은》부터 게임 음악을 만들기 시작했고 그 이후로 사운드 팀에 계속 머물렀다. 게임프리크에서 음악 제작을 도울 사람을 찾을 때, 이치노세와 포켓몬 게임의 디렉터이자 게임의 작곡가로 일하는 마스다 준이치는 음악에 익숙한 사람들에게 접근하여 무언가를 만들어 달라고 요청한다.

### 음악 제작
포켓몬스터의 TV 애니메이션은 비디오 게임의 트랙을 사용하지만 오케스트라 편곡으로 확장한다. 게임의 경우 사운드 팀은 게임이 여전히 제작 중이라면 그들의 상상력을 사용하여 작업해야 하지만, 게임이 제작되었다면 음악에 영감을 얻기 위해 게임을 플레이한다. 게임프리크는 포켓몬의 소리에 관해서, 포켓몬 세계에 동물이 존재하지 않기 때문에 동물 기반 소리의 사용을 금지한다. 사운드 부서는 《포켓몬스터 스칼렛·바이올렛》의 개발 중에 포케신스(PokeSynth)라는 새로운 특수 프로그램을 사용하여 포켓몬 울음소리에 뉘앙스를 주었다. 높은 음조는 낮은 음조가 높은 음조만큼 게임 스피커에서 잘 나오지 않기 때문에 게임에서 더 자주 사용된다. 이치노세는 종종 직장에 없고 업무 관련 압박이 없을 때 노래의 멜로디에 대한 아이디어를 얻는다. 게임의 음악 제작에는 "입력 음악"(Input music)이 사용되는데, 이는 화성 개념과 음악 구성을 선호하지 않게 만든다. 이로 인해 애니메이션을 위한 오케스트라 편곡은 비디오 게임의 음악을 1:1로 재현할 수 없게 된다.

## 작품
| 연도 | 제목                                                                     | 역할                                                                                               |
| ---- | ------------------------------------------------------------------------ | -------------------------------------------------------------------------------------------------- |
| 1996 | '바자루 데 고자루'의 게임이라 하오(バザールでござーるのゲームでござーる) | 음악                                                                                               |
| 1997 | BUSHI 청룡전 ~2명의 용자~(BUSHI青龍伝 ～二人の勇者～)                    | 게임 디자인                                                                                        |
| 1999 | 클릭 메딕(クリックメディック)                                            | 게임 디자인, 음악                                                                                  |
| 1999 | 포켓몬스터 핀볼                                                          | 음악                                                                                               |
| 1999 | 포켓몬스터 금·은                                                         | 마스다 준이치와 함께 음악                                                                          |
| 2000 | 포켓몬스터 크리스탈                                                      | 마스다 준이치, 아오키 모리카즈와 함께 음악                                                         |
| 2002 | 포켓몬스터 루비·사파이어                                                 | 마스다 준이치, 아오키 모리카즈와 함께 음악                                                         |
| 2004 | 포켓몬스터 파이어레드·리프그린                                           | 아오키 모리카즈와 함께 음악                                                                        |
| 2004 | 포켓몬스터 에메랄드                                                      | 마스다 준이치, 아오키 모리카즈, 사토 히토미와 함께 음악                                            |
| 2005 | 스크류 브레이커 굉진 드리루레로(スクリューブレイカー 轟振どりるれろ)     | 노하라 사토시와 함께 음악                                                                          |
| 2006 | 포켓몬스터DP 디아루가·펄기아                                             | 사토 히토미, 마스다 준이치와 함께 음악                                                             |
| 2008 | 포켓몬스터Pt 기라티나                                                    | 사토 히토미, 노하라 사토시, 마스다 준이치와 함께 음악                                              |
| 2009 | 포켓몬스터 하트골드·소울실버                                             | 사토 히토미, 마스다 준이치, 카게야마 쇼타, 키츠타 타쿠토와 함께 음악                               |
| 2010 | 포켓몬스터 블랙·화이트                                                   | 사토 히토미, 마스다 준이치, 아다치 미나코, 카게야마 쇼타와 함께 음악                               |
| 2012 | 포켓몬스터 블랙 2·화이트 2                                               | 사토 히토미와 함께 음악                                                                            |
| 2013 | Pocket Card Jockey                                                       | 게임 디자인, 음악                                                                                  |
| 2016 | 포켓몬스터 썬·문                                                         | 쿠로다 히데아키, 사토 히토미, 마스다 준이치, 아다치 미나코, 오가 토마오키와 함께 음악              |
| 2017 | 포켓몬스터 울트라썬·울트라문                                             | 아다치 미나코, 마스다 준이치, 오가 토모아키와 함께 음악                                            |
| 2019 | 리틀 타운 히어로                                                         | 사운드 매니저                                                                                      |
| 2019 | 포켓몬스터 소드·실드                                                     | 오카모토 케이타, 아다치 미나코, 토비 폭스와 함께 음악                                              |
| 2020 | 포켓몬스터 소드·실드 갑옷의 외딴섬                                       | 오카모토 케이타, 아다치 미나코, 사토 히토미와 함께 음악                                            |
| 2020 | 포켓몬스터 소드·실드 왕관의 설원                                         | 오카모토 케이타, 아다치 미나코, 사토 히토미, 마스다 준이치와 함께 음악                             |
| 2022 | Pokémon LEGENDS 아르세우스                                               | 사토 히토미, 마에바 히로미츠와 함께 음악                                                           |
| 2022 | 포켓몬스터 스칼렛·바이올렛                                               | 마에바 히로미츠, 사토 히토미, 마스다 준이치, 아다치 미나코, 타니구치 테루오, 토비 폭스와 함께 음악 |
| 2023 | Pocket Card Jockey: Ride On!                                             | 게임 디자인, 음악                                                                                  |
| 2023 | 포켓몬스터 스칼렛·바이올렛 제로의 비보                                   | 아다치 미나코, 무라야마 레이, 사토 히토미, 마에바 히로미츠, 소에다 하루카, 토비 폭스와 함께 음악   |
| 2023 | Crystarise                                                               | 음악                                                                                               |